# ارزش
اَرزِش در اصطلاح جامعه‌شناسی و فلسفه اخلاق، باورهایی است که افراد یا گروه‌های انسانی در مورد چیزهای مطلوب و مناسب دارند. ارزش‌های گوناگون، نمایانگر جنبه‌های اساسی تنوع در فرهنگ انسانی است. ارزش‌ها معمولاً از عادت و هنجار، سرچشمه می‌گیرند.
به‌طور کلی به اموری که برای اعضای گروه اهمیت دارند و آرمان مشترک اعضاء گروه و تیم تلقی می‌شوند، ارزش می‌گویند. ارزش‌های یک جامعه معمولاً از هنجارهای آن دفاع می‌ کنند و اجازه بروز و ظهور هنجارهای غیرمطلوب را نمی‌دهند.
ارزش به صورتی دوگانه در واقعیت وجود دارد: نخست به منزله آرمانی متجلی می‌شود که خواستار پیوستگی است و دعوت به احترام می‌کند. دوم در اشیاء یا رفتارهایی جلوه گر می‌شود که آن را به شیوه‌ای عینی یا دقیقاً به شیوه سَمبلیک (نمادین) بیان می‌کند.

## ریشه‌شناسی

### فرهنگ فارسی معین
(اَ زِ) (حامص) ۱ - بها، ارز، قیمت. ۲ - قدر، شایستگی.

### لغت‌نامهٔ دهخدا
ارزش . [اَ زِ] (اِمص، اِ) اسم مصدر از ارزیدن. عمل ارزیدن. || قیمت. بها. (آنندراج). ارز. ارج. آمرغ. || قدر. || برازندگی. شایستگی. زیبندگی. قابلیت. استحقاق. || اعتبار یک سند یا متاع. پولی که در سند نوشته شده.

## تعریف
آلبر کرامی در تعریف واژهٔ ارزش در کتاب فرهنگ جامعه‌شناسی آورده‌است: «در جامعه‌شناسی پارسونی، نظم اجتماعی بستگی به وجود ارزش‌های عام و مشترکی دارد که مشروع و تعهدآور به حساب می‌آیند و به منزلهٔ معیارهایی هستند که نهایت اعمال به وسیلهٔ آن‌ها گزیده می‌شود. پیوند دستگاه‌های اجتماعی و شخصی با جذب ارزش‌ها از طریق فرا کرد جامعه‌پذیری تحقق می‌یابد.»

## ارزش‌ها و قضاوت‌های ارزشی
دورکیم تمایزی بین قضاوت‌های واقعی و قضاوت‌های ارزشی قائل می‌شود. قضاوت‌های واقعی خود را محدود به توصیف پدیده‌ای معین یا روابط معین بین پدیده‌ای معینی می‌نمایند و بنابراین قضاوت‌هایی هستند که می‌گویند واقعیت چیست و چگونه است. من، زمانی که می‌گویم حوادث به این شیوه اتفاق افتاده‌اند و نتیجه این مجموعه عوامل هستند، به قضاوت واقعی پرداخته‌ام. بر عکس قضاوت‌های ارزشی به کیفیت اشیا یا قیمتی که می‌پردازند بدان نسبت می‌دهند. هرگاه من بگویم حوادث خوشایندی صورت می‌گیرد چون سبب پیشرفت مذهب یا بی‌مذهبی می‌شوند به قضاوت ارزشی پرداخته‌ام.